# La Mort de la Vierge (Coxcie)
Pour les articles homonymes, voir La Mort de la Vierge.
La Mort de la Vierge (en espagnol : La Muerte de la Virgen) est un tableau du peintre flamand Michiel Coxcie, réalisé vers 1555. Le tableau se trouve au musée du Prado à Madrid.

## Historique
La Mort de la Vierge est la partie centrale d'un triptyque, dont les panneaux gauche et droit (La Nativité de la Vierge et L'Entrée au Temple de la Sainte Vierge) sont également conservés au Prado. Ce triptyque, peint pour la collégiale Sainte-Gudule de Bruxelles, fut acquis par Philippe II, dont Coxcie était l'un des peintres de cour favoris et pour qui l'artiste réalisa plusieurs commandes. En 1586, le roi d'Espagne offre le triptyque au monastère de l'Escurial, ainsi que d'autres œuvres de l'artiste,.

## Description
Coxcie s'est formé au métier à Bruxelles et à Rome. Restant fidèle aux connaissances acquises en Italie, il allie l'athlétisme des figures de Michel-Ange à la beauté classique de l'école de Raphaël, sans renoncer à l'interprétation réaliste des objets et à la riche saveur flamande. L'auteur utilise l'encombrement du tableau pour montrer toute la gamme des poses et des gestes, sans tomber dans l'exaltation excessive, qui donne une spiritualité contenue à cet épisode dramatique de la vie de la Vierge.

### Source
- (ru) Национальный музей Прадо. Путеводитель по Прадо, Madrid, Museo Nacional del Prado,‎ 2019, 477 p. (ISBN 978-84-8480-352-2), p. 341